# When
When ("Quando")  foi a canção que representou a Irlanda no Festival Eurovisão da Canção 1976, interpretada em inglês por Red Vincent Hurley. Tinha letra e música de Brendan J. Graham e foi orquestrada por Noel Kelehan.
A canção é uma balada romântica, com Hurley cantando acerca da maneira como "os meus pensamentos correm para ti" diversas vezes ao longo do dia. Mais à frente é revelado que a amada de que ele canta não está com ele, algo que afeta o seu pensamento consideravelmente. A canção termina com um apelo para que o seu amor volte para ele. 
A canção irlandesa foi a sétima a desfilar na noite do evento, a seguir à canção belga Judy Et Cie, interpretada por Pierre Rapsate antes da canção  holandesa  "The Party's Over", interpretada por Sandra Reemer. Terminada a votação, a canção terminou em 10.º lugar (entre 18 países participantes), recebendo um total de 54 pontos. 